# Danh sách tiểu hành tinh: 4701–4800
| Tên                 | Tên đầu tiên | Ngày phát hiện       | Nơi phát hiện          | Người phát hiện                                        |
| ------------------- | ------------ | -------------------- | ---------------------- | ------------------------------------------------------ |
| 4701 Milani         | 1986 VW6     | 6 tháng 11 năm 1986  | Anderson Mesa          | E. Bowell                                              |
| 4702 Berounka       | 1987 HW      | 23 tháng 4 năm 1987  | Kleť                   | A. Mrkos                                               |
| 4703 Kagoshima      | 1988 BL      | 16 tháng 1 năm 1988  | Kagoshima              | M. Mukai, M. Takeishi                                  |
| 4704 Sheena         | 1988 BE5     | 28 tháng 1 năm 1988  | Siding Spring          | R. H. McNaught                                         |
| 4705 Secchi         | 1988 CK      | 13 tháng 2 năm 1988  | Bologna                | Osservatorio San Vittore                               |
| 4706 Dennisreuter   | 1988 DR      | 16 tháng 2 năm 1988  | Kavalur                | R. Rajamohan                                           |
| 4707 Khryses        | 1988 PY      | 13 tháng 8 năm 1988  | Palomar                | C. S. Shoemaker                                        |
| 4708 Polydoros      | 1988 RT      | 11 tháng 9 năm 1988  | Palomar                | C. S. Shoemaker                                        |
| 4709 Ennomos        | 1988 TU2     | 12 tháng 10 năm 1988 | Palomar                | C. S. Shoemaker                                        |
| 4710 Wade           | 1989 AX2     | 4 tháng 1 năm 1989   | Siding Spring          | R. H. McNaught                                         |
| 4711 Kathy          | 1989 KD      | 31 tháng 5 năm 1989  | Palomar                | H. E. Holt                                             |
| 4712 Iwaizumi       | 1989 QE      | 25 tháng 8 năm 1989  | Kitami                 | K. Endate, K. Watanabe                                 |
| 4713 Steel          | 1989 QL      | 26 tháng 8 năm 1989  | Siding Spring          | R. H. McNaught                                         |
| 4714 Toyohiro       | 1989 SH      | 29 tháng 9 năm 1989  | Kitami                 | T. Fujii, K. Watanabe                                  |
| 4715                | 1989 TS1     | 9 tháng 10 năm 1989  | Gekko                  | Y. Oshima                                              |
| 4716 Urey           | 1989 UL5     | 30 tháng 10 năm 1989 | Cerro Tololo           | S. J. Bus                                              |
| 4717 Kaneko         | 1989 WX      | 20 tháng 11 năm 1989 | Kani                   | Y. Mizuno, T. Furuta                                   |
| 4718 Araki          | 1990 VP3     | 13 tháng 11 năm 1990 | Kitami                 | T. Fujii, K. Watanabe                                  |
| 4719 Burnaby        | 1990 WT2     | 21 tháng 11 năm 1990 | Kushiro                | S. Ueda, H. Kaneda                                     |
| 4720 Tottori        | 1990 YG      | 19 tháng 12 năm 1990 | Kushiro                | S. Ueda, H. Kaneda                                     |
| 4721 Atahualpa      | 4239 T-2     | 29 tháng 9 năm 1973  | Palomar                | C. J. van Houten, I. van Houten-Groeneveld, T. Gehrels |
| 4722 Agelaos        | 4271 T-3     | 16 tháng 10 năm 1977 | Palomar                | C. J. van Houten, I. van Houten-Groeneveld, T. Gehrels |
| 4723 Wolfgangmattig | 1937 TB      | 11 tháng 10 năm 1937 | Heidelberg             | K. Reinmuth                                            |
| 4724 Brocken        | 1961 BC      | 18 tháng 1 năm 1961  | Tautenburg Observatory | C. Hoffmeister, J. Schubart                            |
| 4725 Milone         | 1975 YE      | 31 tháng 12 năm 1975 | El Leoncito            | Felix Aguilar Observatory                              |
| 4726 Federer        | 1976 SV10    | 25 tháng 9 năm 1976  | Harvard Observatory    | Harvard Observatory                                    |
| 4727 Ravel          | 1979 UD1     | 24 tháng 10 năm 1979 | Tautenburg Observatory | F. Börngen                                             |
| 4728 Lyapidevskij   | 1979 VG      | 11 tháng 11 năm 1979 | Nauchnij               | N. S. Chernykh                                         |
| 4729 Mikhailmilʹ    | 1980 RO2     | 8 tháng 9 năm 1980   | Nauchnij               | L. V. Zhuravleva                                       |
| 4730 Xingmingzhou   | 1980 XZ      | 7 tháng 12 năm 1980  | Nanking                | Purple Mountain Observatory                            |
| 4731 Monicagrady    | 1981 EE9     | 1 tháng 3 năm 1981   | Siding Spring          | S. J. Bus                                              |
| 4732 Froeschlé      | 1981 JG      | 3 tháng 5 năm 1981   | Anderson Mesa          | E. Bowell                                              |
| 4733 ORO            | 1982 HB2     | 19 tháng 4 năm 1982  | Harvard Observatory    | Oak Ridge Observatory                                  |
| 4734 Rameau         | 1982 UQ3     | 19 tháng 10 năm 1982 | Tautenburg Observatory | F. Börngen                                             |
| 4735 Gary           | 1983 AN      | 9 tháng 1 năm 1983   | Anderson Mesa          | E. Bowell                                              |
| 4736 Johnwood       | 1983 AF2     | 13 tháng 1 năm 1983  | Palomar                | C. S. Shoemaker                                        |
| 4737 Kiladze        | 1985 QO6     | 24 tháng 8 năm 1985  | Nauchnij               | N. S. Chernykh                                         |
| 4738                | 1985 RZ4     | 15 tháng 9 năm 1985  | Palomar                | D. B. Goldstein                                        |
| 4739 Tomahrens      | 1985 TH1     | 15 tháng 10 năm 1985 | Anderson Mesa          | E. Bowell                                              |
| 4740 Veniamina      | 1985 UV4     | 22 tháng 10 năm 1985 | Nauchnij               | L. V. Zhuravleva                                       |
| 4741 Leskov         | 1985 VP3     | 10 tháng 11 năm 1985 | Nauchnij               | L. G. Karachkina                                       |
| 4742 Caliumi        | 1986 WG      | 16 tháng 11 năm 1986 | Bologna                | Osservatorio San Vittore                               |
| 4743 Kikuchi        | 1988 DA      | 16 tháng 2 năm 1988  | Kitami                 | T. Fujii, K. Watanabe                                  |
| 4744                | 1988 RF5     | 2 tháng 9 năm 1988   | La Silla               | H. Debehogne                                           |
| 4745 Nancymarie     | 1989 NG1     | 9 tháng 7 năm 1989   | Palomar                | H. E. Holt                                             |
| 4746 Doi            | 1989 TP1     | 9 tháng 10 năm 1989  | Kitami                 | A. Takahashi, K. Watanabe                              |
| 4747 Jujo           | 1989 WB      | 19 tháng 11 năm 1989 | Kushiro                | S. Ueda, H. Kaneda                                     |
| 4748 Tokiwagozen    | 1989 WV      | 20 tháng 11 năm 1989 | Toyota                 | K. Suzuki, T. Urata                                    |
| 4749                | 1989 WE1     | 22 tháng 11 năm 1989 | Uenohara               | N. Kawasato                                            |
| 4750 Mukai          | 1990 XC1     | 15 tháng 12 năm 1990 | Kitami                 | T. Fujii, K. Watanabe                                  |
| 4751 Alicemanning   | 1991 BG      | 17 tháng 1 năm 1991  | Stakenbridge           | B. G. W. Manning                                       |
| 4752 Myron          | 1309 T-2     | 29 tháng 9 năm 1973  | Palomar                | C. J. van Houten, I. van Houten-Groeneveld, T. Gehrels |
| 4753 Phidias        | 4059 T-3     | 16 tháng 10 năm 1977 | Palomar                | C. J. van Houten, I. van Houten-Groeneveld, T. Gehrels |
| 4754 Panthoos       | 5010 T-3     | 16 tháng 10 năm 1977 | Palomar                | C. J. van Houten, I. van Houten-Groeneveld, T. Gehrels |
| 4755 Nicky          | 1931 TE4     | 6 tháng 10 năm 1931  | Flagstaff              | C. W. Tombaugh                                         |
| 4756 Asaramas       | 1950 HJ      | 21 tháng 4 năm 1950  | La Plata Observatory   | La Plata Observatory                                   |
| 4757 Liselotte      | 1973 ST      | 19 tháng 9 năm 1973  | Palomar                | C. J. van Houten, I. van Houten-Groeneveld, T. Gehrels |
| 4758 Hermitage      | 1978 SN4     | 27 tháng 9 năm 1978  | Nauchnij               | L. I. Chernykh                                         |
| 4759                | 1978 VG10    | 7 tháng 11 năm 1978  | Palomar                | E. F. Helin, S. J. Bus                                 |
| 4760 Jia-xiang      | 1981 GN1     | 1 tháng 4 năm 1981   | Harvard Observatory    | Harvard Observatory                                    |
| 4761 Urrutia        | 1981 QC      | 27 tháng 8 năm 1981  | La Silla               | H.-E. Schuster                                         |
| 4762 Dobrynya       | 1982 SC6     | 16 tháng 9 năm 1982  | Nauchnij               | L. I. Chernykh                                         |
| 4763 Ride           | 1983 BM      | 22 tháng 1 năm 1983  | Anderson Mesa          | E. Bowell                                              |
| 4764 Joneberhart    | 1983 CC      | 11 tháng 2 năm 1983  | Anderson Mesa          | E. Bowell                                              |
| 4765 Wasserburg     | 1986 JN1     | 5 tháng 5 năm 1986   | Palomar                | C. S. Shoemaker                                        |
| 4766 Malin          | 1987 FF1     | 28 tháng 3 năm 1987  | Palomar                | E. F. Helin                                            |
| 4767 Sutoku         | 1987 GC      | 4 tháng 4 năm 1987   | Ojima                  | T. Niijima, T. Urata                                   |
| 4768 Hartley        | 1988 PH1     | 11 tháng 8 năm 1988  | Siding Spring          | A. J. Noymer                                           |
| 4769 Castalia       | 1989 PB      | 9 tháng 8 năm 1989   | Palomar                | E. F. Helin                                            |
| 4770 Lane           | 1989 PC      | 9 tháng 8 năm 1989   | Palomar                | E. F. Helin                                            |
| 4771 Hayashi        | 1989 RM2     | 7 tháng 9 năm 1989   | Kitami                 | M. Yanai, K. Watanabe                                  |
| 4772                | 1989 VM      | 2 tháng 11 năm 1989  | Okutama                | T. Hioki, N. Kawasato                                  |
| 4773 Hayakawa       | 1989 WF      | 17 tháng 11 năm 1989 | Kitami                 | K. Endate, K. Watanabe                                 |
| 4774 Hobetsu        | 1991 CV1     | 14 tháng 2 năm 1991  | Kushiro                | S. Ueda, H. Kaneda                                     |
| 4775 Hansen         | 1927 TC      | 3 tháng 10 năm 1927  | Heidelberg             | M. F. Wolf                                             |
| 4776 Luyi           | 1975 VD      | 3 tháng 11 năm 1975  | Harvard Observatory    | Harvard Observatory                                    |
| 4777 Aksenov        | 1976 SM2     | 24 tháng 9 năm 1976  | Nauchnij               | N. S. Chernykh                                         |
| 4778 Fuss           | 1978 TV8     | 9 tháng 10 năm 1978  | Nauchnij               | L. V. Zhuravleva                                       |
| 4779 Whitley        | 1978 XQ      | 6 tháng 12 năm 1978  | Palomar                | E. Bowell, A. Warnock                                  |
| 4780 Polina         | 1979 HE5     | 25 tháng 4 năm 1979  | Nauchnij               | N. S. Chernykh                                         |
| 4781 Sládkovič      | 1980 TP      | 3 tháng 10 năm 1980  | Kleť                   | Z. Vávrová                                             |
| 4782 Gembloux       | 1980 TH3     | 14 tháng 10 năm 1980 | Haute Provence         | H. Debehogne, L. Houziaux                              |
| 4783 Wasson         | 1983 AH1     | 12 tháng 1 năm 1983  | Palomar                | C. S. Shoemaker                                        |
| 4784                | 1984 DF1     | 28 tháng 2 năm 1984  | La Silla               | H. Debehogne                                           |
| 4785 Petrov         | 1984 YH1     | 17 tháng 12 năm 1984 | Nauchnij               | L. G. Karachkina                                       |
| 4786 Tatianina      | 1985 PE2     | 13 tháng 8 năm 1985  | Nauchnij               | N. S. Chernykh                                         |
| 4787 Shulʹzhenko    | 1986 RC7     | 6 tháng 9 năm 1986   | Nauchnij               | L. V. Zhuravleva                                       |
| 4788 Simpson        | 1986 TL1     | 4 tháng 10 năm 1986  | Anderson Mesa          | E. Bowell                                              |
| 4789 Sprattia       | 1987 UU2     | 20 tháng 10 năm 1987 | Climenhaga             | D. D. Balam                                            |
| 4790 Petrpravec     | 1988 PP      | 9 tháng 8 năm 1988   | Palomar                | E. F. Helin                                            |
| 4791 Iphidamas      | 1988 PB1     | 14 tháng 8 năm 1988  | Palomar                | C. S. Shoemaker                                        |
| 4792 Lykaon         | 1988 RK1     | 10 tháng 9 năm 1988  | Palomar                | C. S. Shoemaker                                        |
| 4793                | 1988 RR4     | 1 tháng 9 năm 1988   | La Silla               | H. Debehogne                                           |
| 4794 Bogard         | 1988 SO2     | 16 tháng 9 năm 1988  | Cerro Tololo           | S. J. Bus                                              |
| 4795 Kihara         | 1989 CB1     | 7 tháng 2 năm 1989   | Kitami                 | A. Takahashi, K. Watanabe                              |
| 4796 Lewis          | 1989 LU      | 3 tháng 6 năm 1989   | Palomar                | E. F. Helin                                            |
| 4797 Ako            | 1989 SJ      | 30 tháng 9 năm 1989  | Minami-Oda             | T. Nomura, K. Kawanishi                                |
| 4798 Mercator       | 1989 SU1     | 16 tháng 9 năm 1989  | La Silla               | E. W. Elst                                             |
| 4799 Hirasawa       | 1989 TC1     | 8 tháng 10 năm 1989  | Kani                   | Y. Mizuno, T. Furuta                                   |
| 4800                | 1989 TG17    | 9 tháng 10 năm 1989  | La Silla               | H. Debehogne                                           |